# آنا بورغوس أكونيا
آنا بورغوس أكونيا (بالإسبانية: Ana Burgos Acuña، ولدت في 26 ديسمبر 1967، مدريد، إسبانيا) رياضية ترياثلون إسبانية.
فازت ببطولة أوروبا للترايثلون عام 2003 في كارلوفي فاري (جمهورية التشيك).

## إنجازاتها

### بطولة العالم للأكواثلون
- 2000 كانكون  المكسيك:  ميدالية فضية في سباق الأكواثلون.

### بطولة العالم للترايثلون للمسافات البعيدة
- 2003 إيبيزا  إسبانيا:  ميدالية فضية في سباق الترايثلون للمسافات البعيدة.

### بطولة العالم للترايثلون
- 2006 كانكون  المكسيك:  ميدالية برونزية في سباق الترياثلون تتابع (Team Triathlon).

### بطولة العالم للدواثلون
- 2008 ريميني  إيطاليا:  ميدالية برونزية في سباق الدواثلون.
- 2009 كونكورد  الولايات المتحدة:  ميدالية برونزية في سباق الدواثلون.
- 2011 خيخون  إسبانيا:  ميدالية برونزية في سباق الدواثلون تتابع (Team Triathlon).

### بطولة أوروبا للترايثلون للمسافات القصيرة
- 2003 كارلوفي فاري  جمهورية التشيك:  ميدالية ذهبية في سباق الترايثلون للمسافات القصيرة.
- 2005 لوزان  سويسرا:  ميدالية فضية في سباق الترياثلون للمسافات القصيرة.

### بطولة أوروبا للدواثلون
- 2005 دبرسن  المجر:  ميدالية فضية في سباق الترياثلون للمسافات القصيرة.
- 2006 ريميني  إيطاليا:  ميدالية فضية في سباق الترياثلون للمسافات القصيرة.

## روابط خارجية
- آنا بورغوس أكونيا على موقع اتحاد الترياتلون الدولي (الإنجليزية)
- آنا بورغوس أكونيا على موقع IAT Triathlon Database (الإنجليزية)
- آنا بورغوس أكونيا على موقع اللجنة الأولمبية الدولية (الإنجليزية)
- آنا بورغوس أكونيا على موقع أوليمبيديا (الإنجليزية)